# 雲220線
雲220線 龍頭－石壁，是位於中華民國（臺灣）雲林縣的一條鄉道，東起雲林縣古坑鄉龍頭，西至雲林縣古坑鄉石壁，全長4.919公里。有一支線雲220-1線。

## 路線說明
本線編號為目前已知鄉道中編號最大者（另有尚未確認之雲221線～雲223線），若149甲線因天災中斷可與雲220-1線一同作為替代道路。
雲林縣
- 古坑鄉： 東和文化路 0.0k（起點，149甲線岔路）→ 嘉興路路口（雲198線岔路） → 廣濟路路口（雲213線岔路）右轉 → 長安路路口（雲198-1線岔路） → 廣濟路 → 高林（雲201-1線岔路） → 雲200線岔路 → 水碓3.647k（終點，154乙線岔路）

## 沿革
本線編號至1986年皆為空號，其路段前段則於1961年即已編入雲208線，於1983年可能改併入149甲線，而後於1997年因草嶺隧道貫通，本路線及通往石壁之道路改編為本編號所有。

## 沿線設施
- 連續髮夾彎
- 內湖橋
- 草嶺國民小學
- 石壁明隧道
- 石壁風景區

## 交會公路
- 149甲線
- 雲220-1線

## 支線
雲220-1線 草嶺－龍頭，是位於雲林縣的一條鄉道，南起雲林縣古坑鄉草嶺，北至雲林縣古坑鄉龍頭，全長5.655公里。為雲220線的支線。

### 歷史沿革
本線編號至1986年皆為空號，其路段前段則可能於1983年改編入149甲線，而後於1997年因草嶺隧道貫通，本路線改編為本編號所有。

### 路線說明
雲林縣
- 古坑鄉：草嶺0.0k（149甲線岔路）→ 舊草嶺道路 → 龍頭1.329k（終點，雲220線岔路）

### 沿線設施
- 連續髮夾彎
- 員林客運6722路線公車

### 交會公路
- 149甲線
- 雲220線